# Gerritsz Bay
Die Gerritsz Bay (englisch; bulgarisch залив Гериц saliw Geriz) ist eine 4 km breite und 2,15 km lange Bucht an der Nordostküste der Anvers-Insel im Palmer-Archipel westlich der Antarktischen Halbinsel. Sie liegt östlich des Oberbauer Point und westlich des nordwestlichen Ausläufers einer Halbinsel, an deren Ende das Kap Grönland liegt.
Britische Wissenschaftler kartierten sie 1980. Die bulgarische Kommission für Antarktische Geographische Namen benannte sie 2013 nach dem niederländischen Seefahrer Dirck Gerritz Pomp (1544–1608), der 1599 möglicherweise die Südlichen Shetlandinseln gesichtet hatte.